# Hugo Roedel
Hugo Roedel (* 10. November 1858 in Frankfurt (Oder); † 9. Oktober 1940 ebenda) war ein deutscher Lehrer, Geologe und Naturwissenschaftler.

## Leben
Hugo Roedel studierte an der Universität Halle, wurde 1881 in Halle (Saale) mit seiner Inaugural-Dissertation Ueber das vitale Temperatur-Minimum wirbelloser Thiere zum Dr. phil. promoviert, schlug die Laufbahn zum Lehrer ein und wirkte von 1884 bis 1924, zuletzt als Oberstudienrat, am staatlichen Realgymnasium in Frankfurt/Oder.
Er war Mitglied im Naturwissenschaftlichen Verein des Regierungsbezirks Frankfurt/Oder, von 1901 bis 1932 dessen 1. Vorsitzender sowie Schriftleiter des vereinseigenen Organs Helios – Abhandlungen und Mitteilungen aus dem Gesamtgebiete der Naturwissenschaften und wurde anschließend zum Ehrenvorsitzenden ernannt.
Die Schwerpunkte der wissenschaftlichen Betätigung von Hugo Roedel lagen im Bereich der Geschiebeforschung sowie auf der Bearbeitung der dabei aufgefundenen Otolithen.
Er war seit 1919 Mitglied der Deutschen Geologischen Gesellschaft und wurde 1931 zu seinem 50-jährigen Doktorjubiläum unter der Präsidentschaft des Geologen Johannes Walther als Mitglied in die Deutsche Akademie der Naturforscher Leopoldina aufgenommen.

## Schriften
- Sedimentärgeschiebe, Geschichtlicher Rückblick, Übersicht, Literatur. In: Helios, 27, 1913 (PDF)
- Fischotolithen aus Palaeozängeschieben. In: Zeitschrift für Geschiebeforschung, 6, 1930, S. 49–77